# Rudniki (gmina w Generalnym Gubernatorstwie Lubelskim)
Rudniki – dawna gmina wiejska istniejąca w latach 1915–1919  w Generalnym Gubernatorstwie Lubelskim pod okupacją austriacko-węgierską Królestwa Polskiego. Siedzibą władz gminy były Rudniki.
Gmina Rudniki powstała z konieczności, w związku z przedzieleniem gminy Rędziny w powiecie częstochowskim granicą obu okupantów: niemieckiego (Generalne Gubernatorstwo Warszawskie) i austriacko-węgierskiego (Generalne Gubernatorstwo Lubelskie). Zachodnią część gminy z Rędzinami przyłączono do strefy niemieckiej, natomiast wschodnią do strefy austriackiej. Część austriacka z kolei została przecięta na dwie niestyczne połacie, oddzielone od siebie obszarem gminy Wancerzów. Południową połać przyłączono do gminy Wancerzów, natomiast z północnej części powstała gmina Rudniki.
W skład gminy wchodziły miejscowości: Dudki, Florków, Karolina, Konin, Kościelec, Lubojenka, Lubojna, Madalin, Maryanka Kościelska, Maryanka Rędzińska, Rudniki i Tylin. W 1916 roku gmina liczyła 3754 mieszkańców.
Gminę zniesiono w marcu 1919 roku, w związku z unieważnieniem zmian w podziale administracyjnym Królestwa Polskiego wprowadzonych przez okupantów, przywracając tym samym gminę Rędziny w jej oryginalnych granicach.